# Sóstói Múzeumfalu
A Sóstói Múzeumfalu egy 1979-ben megnyitott szabadtéri néprajzi múzeum Nyíregyházán, Sóstó városrészben. A múzeum Szabolcs-Szatmár-Bereg vármegye népi építészetét mutatja be, hasonlóan Magyarország más néprajzi múzeumaihoz. A múzeum 1990-ben feltűnt a Kerekek és lépések c. filmsorozatban, amelyben az akkori igazgató pár szót említ a múzeumról.

## Története
A múzeumfalu létrehozása már az 1960-as években felmerült, majd 1979-ben 5 porta bemutatásával megnyitották a szabadtéri néprajzi múzeumot.
A gyűjtemény az első igazgató, Erdész Sándor saját gyűjtéséből és a megyei múzeum néprajzi gyűjteményének anyagából állt össze.

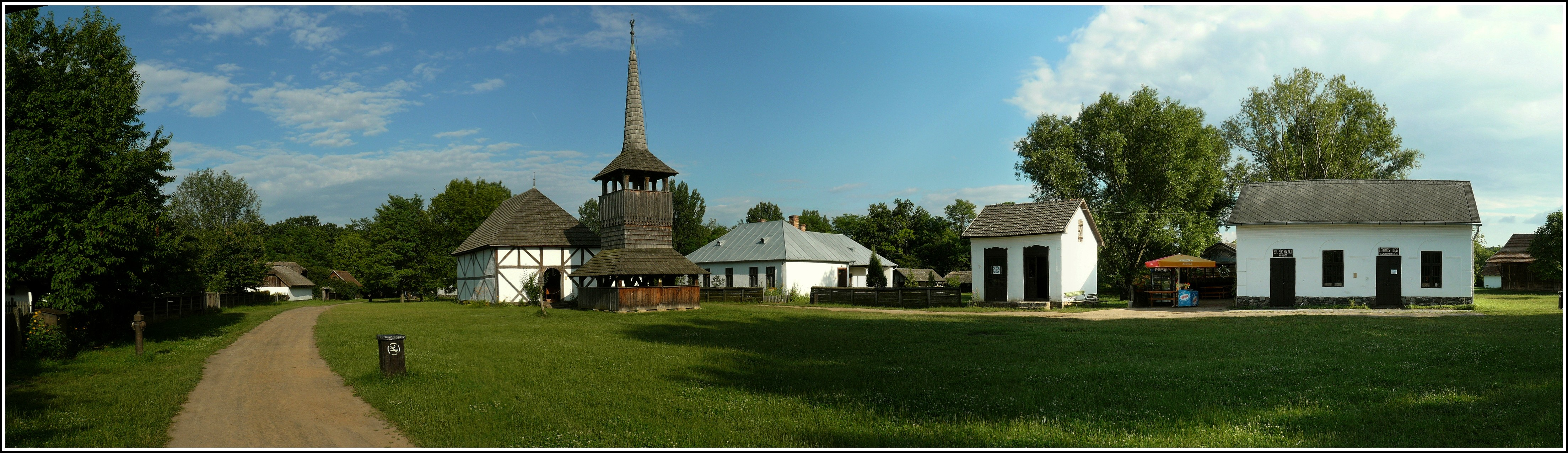
A Múzeumfalu (skanzen) főtere a Református templommal